# 柳侯国
柳侯国，西汉的侯国，属于勃海郡。
柳侯国都在河北省黄骅市东南部羊二庄东南5公里多的古柳县。汉高帝六年（前201年），刘邦封功臣戎赐为柳丘侯。自齐侯戎赐，传定侯戎安国、敬侯戎嘉成、侯戎角。汉景帝后元元年（前143年），戎角有罪，柳丘国除。汉武帝颁布“推恩令”，元朔四年（前125年）四月封齐孝王刘将闾之子刘阳为康侯，金印紫绶，其食地置为柳侯国。王莽新朝时柳侯国除，改为柳县，东汉建武六年（30年）撤县并入高城县（今盐山县）。